# Frauenlob-Gymnasium Mainz
Das Frauenlob-Gymnasium (FLG) ist ein Gymnasium in der Mainzer Neustadt. Es ist eine Ganztagsschule mit Abitur nach der 12. Jahrgangsstufe (vgl. Abitur in Rheinland-Pfalz).
Derzeit (2023/2024) besuchen etwa 800 Schüler, die von etwa 100 Lehrern unterrichtet wurden, das Gymnasium.
Die Schule wurde im Jahr 1889 als höhere Töchterschule gegründet. Ab 1978 öffnete das Gymnasium seine Türen auch für Jungen. Das Gymnasium trägt seit 1938 den Namen des mittelalterlichen Lyrikers und Musikers Heinrich von Meißen, genannt Frauenlob, der im Jahr 1318 in Mainz starb und im Kreuzgang des Mainzer Doms beigesetzt ist.

## Profil
Die rhythmisierte Ganztagsschulform (GTS) wurde im Schuljahr 2010/11 eingeführt.

### Doppelstundenmodell
In der Ganztagsschule wird nach dem Doppelstundenmodell gearbeitet. Darüber hinaus begünstigen die sich daraus ergebenden Unterrichtsblöcke den Einsatz offener Unterrichtsformen. Zum individuellen Arbeiten und als Ergänzung des Fachunterrichts in den Klassenstufen 5 und 6 werden in den Hauptfächern Intensivierungsstunden genutzt, in denen in halben Klassen gearbeitet wird. Dies bietet die Möglichkeiten der Differenzierung nach Leistungsstärke, Lernfortschritt, Interesse etc.

### Musikprofil
Jeder Fünftklässler wird einer Musikklasse zugeordnet und musiziert für die Dauer von drei Jahren in und mit dieser Klasse. Bei der Anmeldung wird die Entscheidung getroffen, ob der Schüler eine Bläserklasse, eine Streicherklasse oder eine Gesangsklasse besucht. Eine musikalische Vorbildung ist dafür nicht erforderlich. Der Musikunterricht findet in jeder Musikklasse wöchentlich dreistündig statt.
Nach der musikalischen Arbeit in der Orientierungsstufe schließt sich ab dem 7. Schuljahr ein umfangreiches Angebot an Arbeitsgemeinschaften im Bereich Musik an, an denen der Schüler freiwillig teilnehmen kann. Außerdem gehört ab der 8. Klasse ein Wahlpflichtfach zum Fächerkanon, das beispielsweise Unterricht aus dem Bereich Kultur beinhalten kann. Im Rahmen dieses Faches wird unter anderem weiterführender Musikunterricht angeboten. In der Oberstufe ist es den Schülern möglich, durch die Wahl eines Musikleistungskurses einen musikalischen Schwerpunkt zu setzen.

## Schulgebäude
Das Schulgebäude ist ein Eckbau der Neurenaissance mit Giebelrisalit mit Laube. Er wurde von 1904 bis 1906 nach Plänen des Architekten Adolf Gelius erbaut und steht unter Denkmalschutz.

## Bekannte Schüler
- Andreas Lukas (* 1984, Abitur 2004), Jurist
- Anna Seghers (1900–1983, Abitur 1920), Schriftstellerin